# Maculinea hosonoi
Maculinea hosonoi är en fjärilsart som beskrevs av Takahashi 1973. Maculinea hosonoi ingår i släktet Maculinea och familjen juvelvingar. Inga underarter finns listade i Catalogue of Life.